# 鍾離眜
鍾離 眜 / 鍾離 昩（しょうり ばつ、? - 紀元前201年）は、秦末から前漢初期にかけての武将。『史記』巻92・淮陰侯列伝や『漢書』韓信伝によれば、鍾離眜は伊廬の人である。

## 生涯
鍾離眜は秦末、楚の項梁・項羽の挙兵に参加し、秦滅亡後の楚漢戦争においても項羽の部将として活躍した。しかし、劉邦陣営に鞍替えした陳平の計略により、鍾離眜は范増とともに項羽に疎んじられるようになった。
垓下の戦いあたりに、季布とともに一兵卒に変装して項羽の陣営から離脱した。項羽の死後、鍾離眜は同郷で旧友の韓信のもとに身を寄せた。帝位に即いた劉邦は韓信を楚王に封じたが、鍾離眜が楚にいることを知った劉邦は、鍾離眜を逮捕する旨楚に詔を下した。劉邦は楚漢戦争で自分に辛酸を嘗めさせた鍾離眜に、かねてから怨みを抱いていたのである。
さらに、韓信の謀反を讒言する者があった。劉邦は陳平の計に従い、南のかた雲夢に巡狩すると称して陳に諸侯を集め、韓信を襲おうとした。韓信は劉邦に拝謁して二心なきことを自ら弁じようとしたが、逮捕を恐れて劉邦に会わずにいた。
そこで、ある人が韓信に「鍾離眜を斬れば許されるでしょう」と説き、韓信はこの策を採った。これを知った鍾離眜は、「漢が楚を攻撃しないのは、私が貴公に身を寄せているからだ。もし貴公が私を捕えて漢に媚びようとするならば、私は今日にでも死ぬが、貴公もいずれ滅びるであろう」と言い、「貴公は有徳の人ではない」と韓信を罵って自刎した。
韓信は鍾離眜の首級を持って陳で劉邦に拝謁したが、逮捕を免れることはかなわず、淮陰侯に降格された。後に陳豨の反乱に呼応して、長安で反乱を起こし政権を奪おうと謀ったが露見して殺害された。

## 子孫
『新唐書』表15上・宰相世系5上によれば、鍾離眜には長子の発・次子の接の2子があった。発は九江に住み、鍾離氏を名乗り続けた。彼の子孫が三国時代の鍾離牧や鍾離斐（陸機の『弁亡論』にのみ登場）である。他方、接は潁川長社に住み鍾氏に改姓した。また『新唐書』は鍾氏の系譜として、鍾接の次に後漢の鍾皓・鍾迪、三国時代魏の鍾繇・鍾会らを列挙している。彼等はみな潁川長社の出身である。ただ、接から皓までの間に何代の隔たりがあるかは記載していない。